# Hyundai H350
Le Hyundai H350 est un fourgon produit par le constructeur sud-coréen Hyundai Motor depuis septembre 2014.
Il peut mesurer 1,4 à 2,5 tonnes et avoir entre 14 et 15 places. Le H350 est capable de supporter trois types de superstructure : minibus, fourgon et une version cabine plate-forme.
Son dessin se caractérise par des phares stylisés et complétés par des feux de jour à LED qui enrobent l'avant du nouveau modèle. Il se démarque par sa calandre hexagonale qui s'insère dans les pare-chocs avant. Des moulures latérales courent sur les flancs et jusqu'à l'arrière, segmentant ainsi les parties tôlées du fourgon, où est située une porte latérale coulissante pratique.

## Motorisations
|                                       | 2.5 CRDi                                                         | 2.5 CRDi                                                         |
| ------------------------------------- | ---------------------------------------------------------------- | ---------------------------------------------------------------- |
| Disponibilité                         | depuis 09/2014                                                   | depuis 09/2014                                                   |
| Code moteur                           | D (D4CB)                                                         | D (D4CB)                                                         |
| Caractéristiques                      |                                                                  |                                                                  |
| Type de moteur                        | L4 diesel                                                        | L4 diesel                                                        |
| Alimentation                          | Turbo à géométrie variable et injection directe à rampe commune. | Turbo à géométrie variable et injection directe à rampe commune. |
| Cylindrée                             | 2 497 cm3                                                        | 2 497 cm3                                                        |
| Puissance maximale                    | 110 kW (150 ch) à 3 600 tr/min                                   | 125 kW (170 ch) à 1 600 tr/min                                   |
| Couple maximal                        | 373 N m à 1 500 tr/min                                           | 422 N m à 1 500 tr/min                                           |
| Transmission                          |                                                                  |                                                                  |
| Transmission, série                   | Propulsion                                                       | Propulsion                                                       |
| Boîte de vitesses, série              | Manuelle 6 rapports                                              | Manuelle 6 rapports                                              |
| Mesures                               |                                                                  |                                                                  |
| Vitesse maximale                      | 156 km/h [170 km/h]                                              | 156 km/h [170 km/h]                                              |
| Consommation par 100 km (cycle mixte) | 7,8–8,5 l, diesel                                                | 7,8–8,5 l, diesel                                                |
| Émissions de CO2 (cycle mixte)        | 205–222 g/km                                                     | 205–222 g/km                                                     |
| Norme d'émission                      | Euro 5, Euro 6 (depuis mi-2016)                                  | Euro 5, Euro 6 (depuis mi-2016)                                  |
| Capacité du réservoir                 | 75 litres                                                        | 75 litres                                                        |

## Finitions
- Company
- Travel